# Ephebus
Ephebus es un género de coleóptero de la familia Endomychidae.

## Especies
Las especies de este género son:
- Ephebus cardinalis Gerstaecker, 1858
- Ephebus chontalesianus Gorham, 1890
- Ephebus convexiusculus Gerstaecker, 1858
- Ephebus exclusus Strohecker, 1975
- Ephebus hirtulus Gerstaecker, 1858
- Ephebus ignobilis Gorham, 1875
- Ephebus longulus Strohecker, 1975
- Ephebus piceus Gorham, 1890
- Ephebus pumilus Gerstaecker, 1858
- Ephebus sulcatus Strohecker, 1975
- Ephebus terminatus Gerstaecker, 1858